# Démuin
Démuin és un municipi francès situat al departament del Somme i a la regió dels Alts de França. L'any 2007 tenia 459 habitants.

## Demografia

### Població

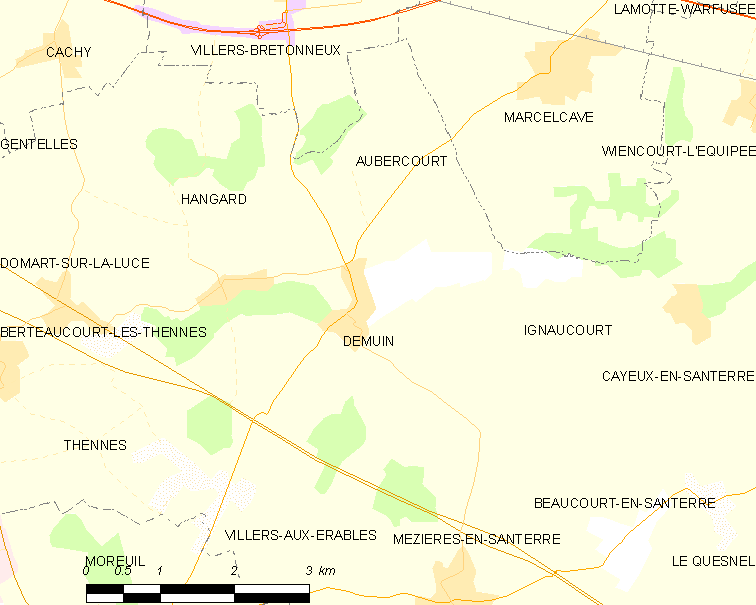

El 2007 la població de fet de Démuin era de 459 persones. Hi havia 172 famílies de les quals 35 eren unipersonals (23 homes vivint sols i 12 dones vivint soles), 39 parelles sense fills, 82 parelles amb fills i 16 famílies monoparentals amb fills.

La població ha evolucionat segons el següent gràfic:
Habitants censats

### Habitatges

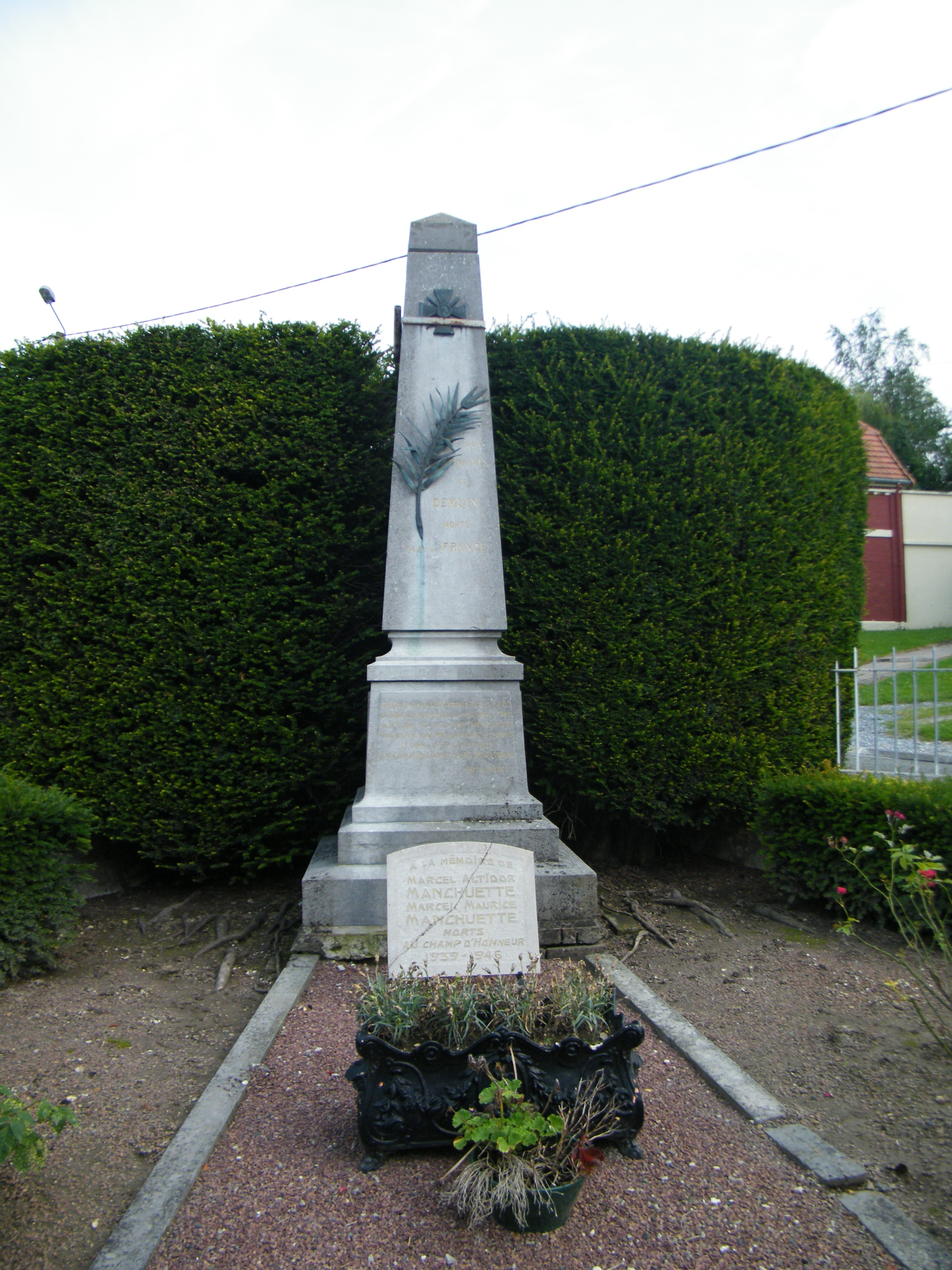

El 2007 hi havia 183 habitatges, 169 eren l'habitatge principal de la família, 5 eren segones residències i 9 estaven desocupats. 179 eren cases i 3 eren apartaments. Dels 169 habitatges principals, 137 estaven ocupats pels seus propietaris, 25 estaven llogats i ocupats pels llogaters i 7 estaven cedits a títol gratuït; 5 tenien dues cambres, 24 en tenien tres, 33 en tenien quatre i 107 en tenien cinc o més. 111 habitatges disposaven pel capbaix d'una plaça de pàrquing. A 53 habitatges hi havia un automòbil i a 100 n'hi havia dos o més.

### Piràmide de població
La piràmide de població per edats i sexe el 2009 era:
| Homes | Edats   | Dones |
| ----- | ------- | ----- |
| 0     | 95 o +  | 0     |
| 0     | 90 a 94 | 8     |
| 4     | 85 a 89 | 0     |
| 0     | 80 a 84 | 0     |
| 12    | 75 a 79 | 16    |
| 4     | 70 a 74 | 12    |
| 8     | 65 a 69 | 4     |
| 4     | 60 a 64 | 4     |
| 8     | 55 a 59 | 4     |
| 20    | 50 a 54 | 20    |
| 16    | 45 a 49 | 12    |
| 16    | 40 a 44 | 24    |
| 28    | 35 a 39 | 20    |
| 16    | 30 a 34 | 12    |
| 8     | 25 a 29 | 20    |
| 8     | 20 a 24 | 16    |
| 32    | 15 a 19 | 20    |
| 4     | 10 a 14 | 12    |
| 16    | 5 a 9   | 16    |
| 16    | 0 a 4   | 16    |

## Economia

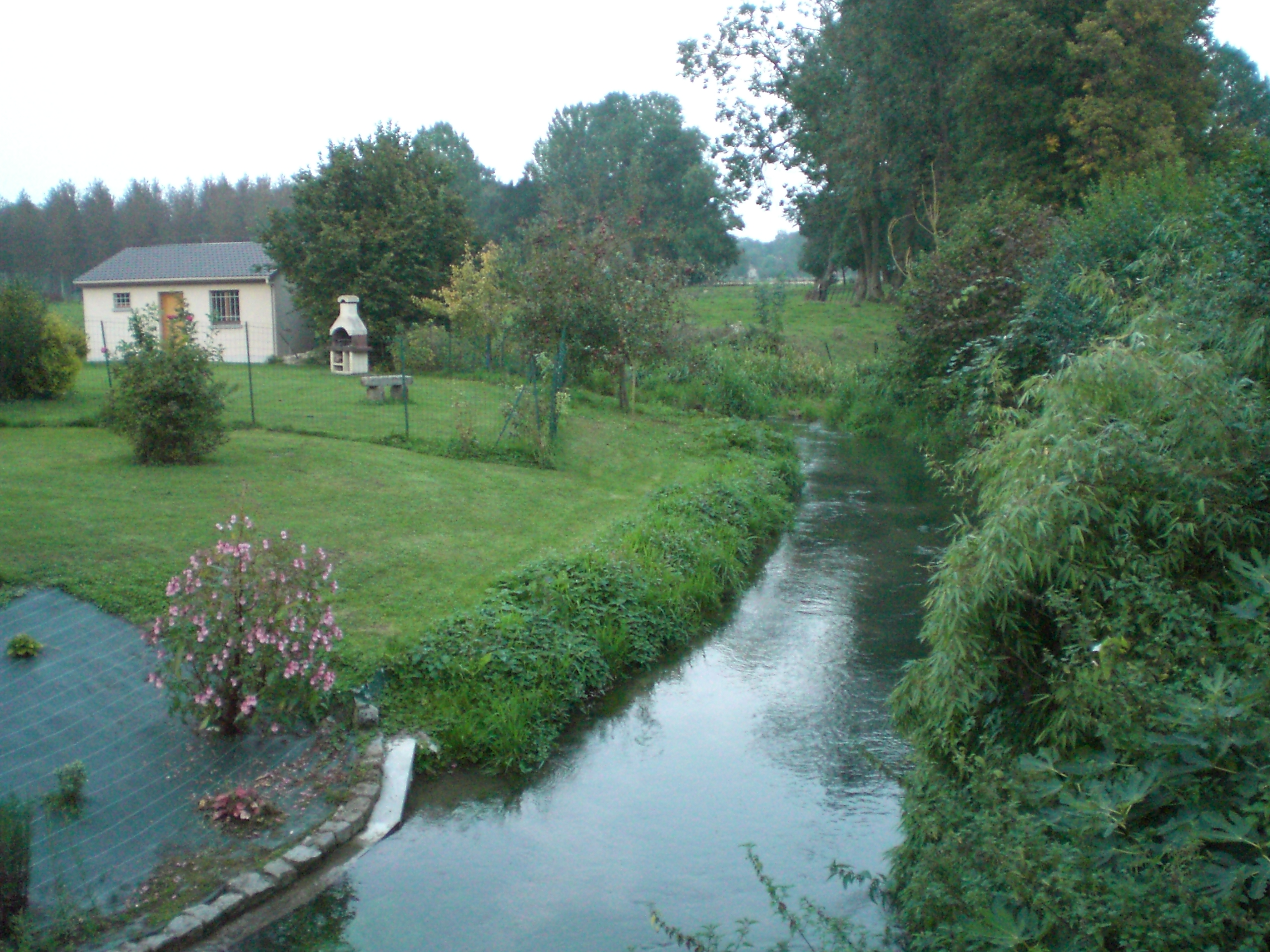
riu Luce

El 2007 la població en edat de treballar era de 301 persones, 236 eren actives i 65 eren inactives. De les 236 persones actives 223 estaven ocupades (119 homes i 104 dones) i 14 estaven aturades (5 homes i 9 dones). De les 65 persones inactives 22 estaven jubilades, 23 estaven estudiant i 20 estaven classificades com a «altres inactius».

### Ingressos
El 2009 a Démuin hi havia 173 unitats fiscals que integraven 476,5 persones, la mediana anual d'ingressos fiscals per persona era de 19.165 €.

### Activitats econòmiques

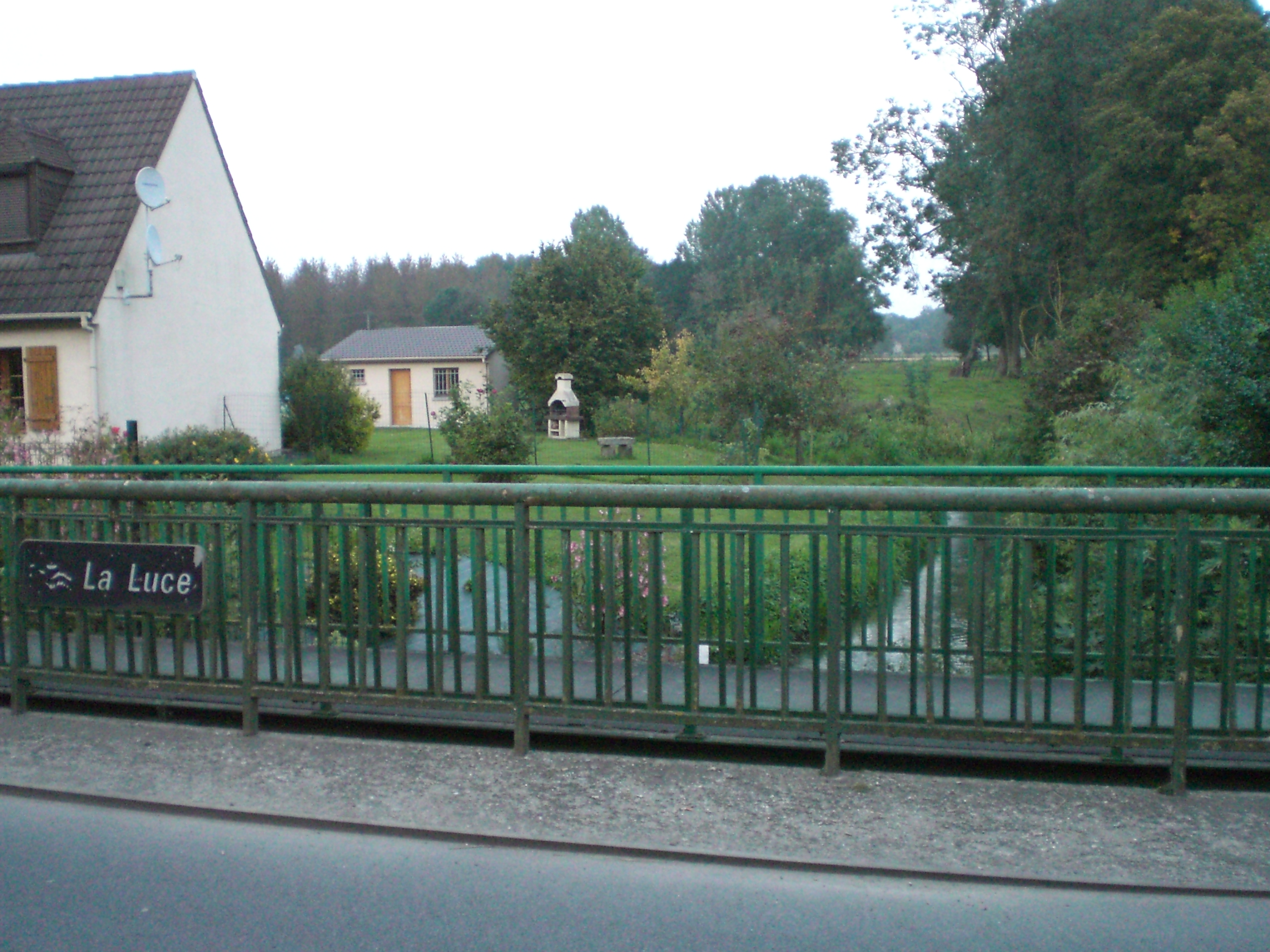

Dels 11 establiments que hi havia el 2007, 6 eren d'empreses de construcció, 1 d'una empresa d'hostatgeria i restauració, 1 d'una empresa immobiliària i 3 d'empreses classificades com a «altres activitats de serveis».
Dels 6 establiments de servei als particulars que hi havia el 2009, 2 eren paletes, 1 fusteria, 1 lampisteria, 1 electricista i 1 empresa de construcció.
L'any 2000 a Démuin hi havia 10 explotacions agrícoles.

## Equipaments sanitaris i escolars
El 2009 hi havia una escola elemental integrada dins d'un grup escolar amb les comunes properes formant una escola dispersa.

## Poblacions més properes

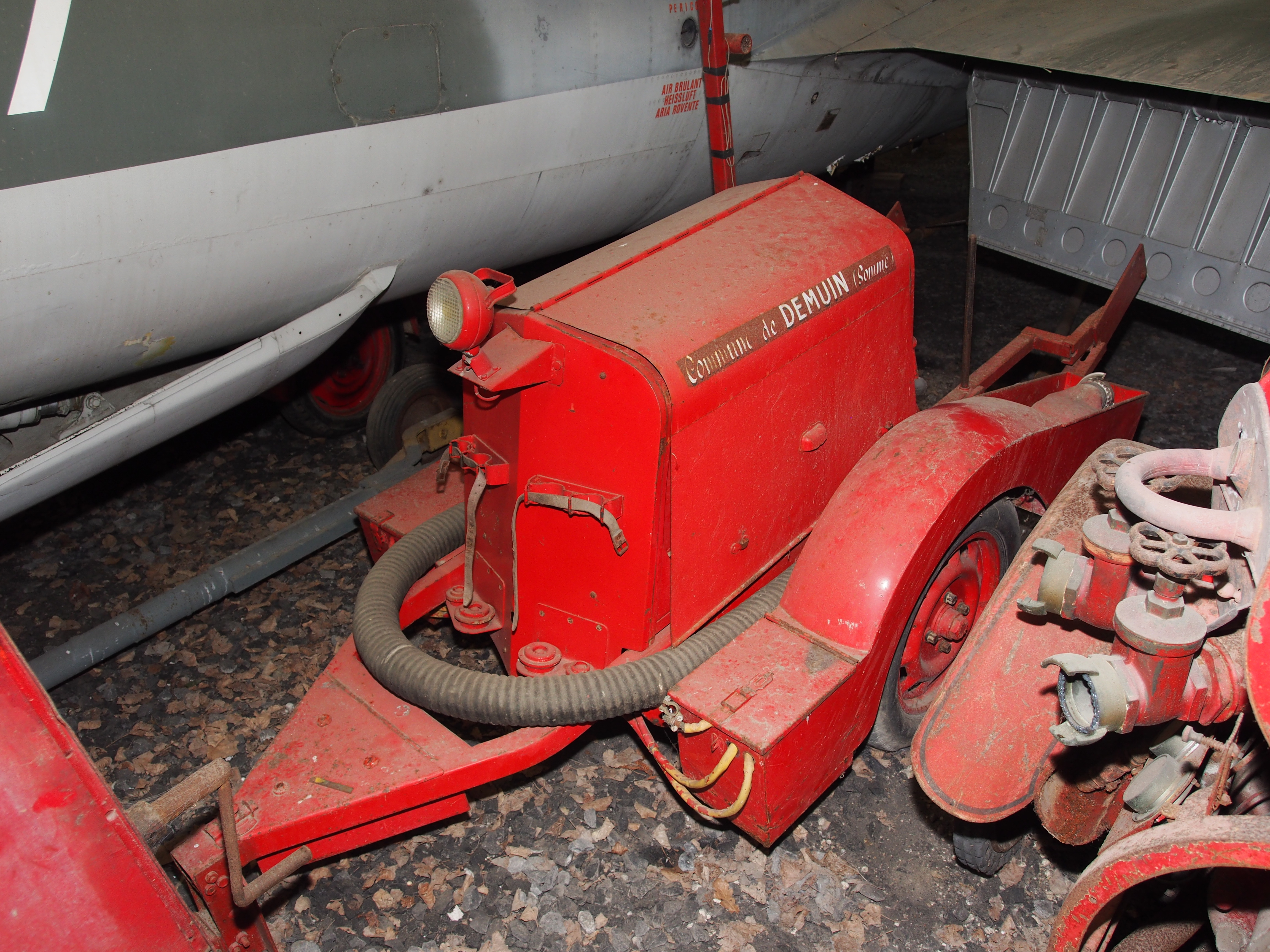

El següent diagrama mostra les poblacions més properes.